# Cymothoa recta
Cymothoa recta es una especie de crustáceo isópodo marino del género Cymothoa, familia Cymothoidae. Fue descrita científicamente por Dana en 1853.

## Distribución
Esta especie se encuentra en Hawái.